# ダイヤモンド (漫画)
『ダイヤモンド』は、ボクシングを題材とした柳川ヨシヒロによる日本の少年漫画。話数カウントは「R-n」である。

## 登場人物
山本朋也
本作品の主人公。文彦の後を追い、目的を持たないまま高校を中退し、茫然と過ごしていた。偶然松岡に出会いボクシングに興味を持ち、「田端ボクシングジム」に入門する。強い相手の前に立つと勃起するという癖がある。次第に成長し、文彦に対等な存在として認められる様になる。運送会社でアルバイトをしている。当初は文彦のアパートで一緒に暮らしていたが、其処を出て自立する。元サッカー選手でキーパーだった。
文彦
高校を中退し、『日本一のホスト』を目指す青年。愛称は『文彦(ぶん)ちゃん』口は悪いが、面倒見の良い性格で朋也の保護者的存在。
松岡辰雄
日本ウェルター級2位の現役ボクサー。北條ジムに所属している。
田端景子
田端ジムのマネージャー。ボクシングはかなりの腕前である。
田端増夫
田端ジムの次期会長。元ジュニアバンタム級1位。引退後に田端景子の婿養子になる。朋也の独特な膝の使い方に興味を持つ。北條ジムの会長の息子だった。
小林カオル
田端ジムに所属する高校生。足をつかったアウトボクシングを得意とする。ジムの前を通りかかった時にボクシングに興味を持った。田端増夫に目を掛けられる朋也に嫉妬を感じていたが、彼とのスパーリングを経て、良き友人となる。
中沢哲次
松岡に憧れ北條ジムに入門。アマチュア時代は問題を起こしたがる気質の為、中途半端な戦歴しか残せていないがインターハイでは必ず名前のあがる実力者。プロテストでの「のぶさん」に対する辛辣な言動がきっかけで朋也と対立する様になる。強さに対する拘りが強く、その為に努力を惜しまない一面を持っている。朋也のプロデビュー戦の相手である。
田所信友
通称「のぶさん」。北條ジムに所属し、十数年プロテストを受けてきた。妻帯者。年齢制限まであと2日の日のプロテストで山本朋也に出会う。10歳以上年下で同じジムの後輩の中沢にかなり舐められている。朋也とのスパーリングで自分にプロの資格が無いと悟ってプロは諦めたが、専属トレーナーとして北條ジムに所属する様になる。朋也と中沢の試合では、中沢のセコンドをしていた。雇い主である会長にボクサーを選定する能力を評価されている。

## 副題
1. イライラの向こう側
2. 一発打ちたい!
3. 肝心なもの
4. 眠れそう
5. 自信（プライド）
6. 見つけたぜ!
7. 出来た!
8. 小林くんの場合
9. 無礼っす!!
10. それぞれのチクショオ
11. のぶさん
12. 次なんて…
13. ボクサー
14. デビューの相手は…?
15. バイバイ
16. 世代を越えて
17. この場所

## 書誌情報

### 単行本
1. ISBN 978-4-08-872101-9
2. ISBN 978-4-08-872102-6